# 新玉美鄉
新玉美鄉（日语：／ Aratama Misato，1991年4月6日—），日本女子羽毛球运动员。愛知縣出生，畢業於名古屋経済大学市邨高校，現隸屬於NTT東日本株式會社南関東設備部（千葉），並為該社的羽毛球隊成員，隊員編號9號。

## 簡歷

### 2013年-2016年 国际赛夺冠
2013年2月，新玉美鄉與樽野惠的組合參加奧地利羽毛球國際挑戰賽，在女双决赛以2比0（21-14、22-20）击败了赛会头号种子、马来西亚强档的鄒美君/李明艷，夺得其首个国际赛冠军。同年10月，她代表日本参加天津市滨海新区举办的東亞運動會羽毛球比賽，助隊伍贏得女子團體季軍。
2014年7月，新玉美鄉分別與樽野惠以及垰畑亮太出戰俄羅斯羽毛球大獎賽，在女双準决赛以0比2（15-21、18-21）不敌队友的松本麻佑/永原和可那；此外，在混双决赛以2比0（21-12、21-10）击败了东道主的伊万·索松诺夫/奥尔佳·莫罗佐娃，創下個人國際賽生涯的最佳成績。同年，新玉美鄉與樽野惠組合的世界排名一度達到第27位，創下個人新高。其後，搭檔樽野惠準備退役，新玉美鄉遂開始與渡邊茜合作女雙。
2016年3月，新玉美鄉與渡邊茜出戰奧爾良羽毛球國際挑戰賽，在女雙準决赛以0比2（20-22、19-21）不敌法国的德尔菲娜·德尔吕/莉亚·巴莱尔莫。同年4月，她与渡邊茜出战芬蘭羽毛球公開賽，在女双决赛以2比0（21-12、21-17）击败了赛会头号种子、荷兰的萨曼塔·巴宁/伊里斯·塔博林，赢得冠军。

### 2017年-2018年 超級100賽夺冠
2017年4月，新玉美鄉與渡邊茜出戰芬蘭羽毛球公開賽，在女雙决赛以2比0（21-18、21-13）击败了队友的星千智/篠谷菜留，成功地卫冕女子雙打冠軍。随后5月，她與渡邊茜出戰樂魚羽毛球國際挑戰賽，在女雙準决赛以0比2（18-21、14-21）不敌赛会6号种子、同胞的松山奈未/志田千陽。接着6月，她與渡邊茜出戰西班牙羽毛球國際賽，在女雙决赛以0比2（10-21、15-21）不敌队友的櫻本絢子/高畑祐紀子，赢得亚軍。同年7月，她與渡邊茜出戰加拿大羽毛球大獎賽，在女雙準决赛以1比2（15-21、21-12、22-24）不敌赛会6号种子、同胞的松本麻佑/永原和可那。年尾11月，她與渡邊茜出戰馬來西亞羽毛球國際挑戰賽，在女雙决赛以2比0（21-18、21-15）击败了泰国的基蒂帕克·杜布图克/纳查·盛触，奪得第四個國際職業賽冠軍。
2018年5月，新玉美鄉與渡邊茜出戰澳洲羽毛球公開賽，在女雙準决赛以0比2（16-21、17-21）不敌赛会4号种子、韩国新秀的白荷娜/李幽琳。同年8月，她与渡邊茜出战越南羽毛球公開賽，在女双决赛以2比0（21-18、21-19）击败了赛会6号种子、队友的松山奈未/志田千陽，夺得其首个超級100賽的冠军。同期8月，她与渡邊茜出战西班牙羽毛球大師賽，在女双準决赛以0比2（11-21、14-21）不敌赛会2号种子、队友的櫻本絢子/高畑祐紀子。

## 主要比賽成績
只列出曾進入準決賽的國際賽事成績：
| 年份   | 賽事                     | 公開賽級別 | 項目     | 拍檔     | 成績   |
| ------ | ------------------------ | ---------- | -------- | -------- | ------ |
| 2013年 | 奧地利羽毛球國際挑戰賽   | 國際挑戰賽 | 女子雙打 | 樽野惠   | 冠軍   |
| 2013年 | 東亞運動會羽毛球比賽     | 其他       | 女子團體 | －       | 銅牌   |
| 2014年 | 俄羅斯羽毛球大獎賽       | 大獎賽     | 女子雙打 | 樽野惠   | 準決賽 |
| 2014年 | 俄羅斯羽毛球大獎賽       | 大獎賽     | 混合雙打 | 垰畑亮太 | 冠軍   |
| 2016年 | 奧爾良羽毛球國際挑戰賽   | 國際挑戰賽 | 女子雙打 | 渡邊茜   | 準決賽 |
| 2016年 | 芬蘭羽毛球公開賽         | 國際挑戰賽 | 女子雙打 | 渡邊茜   | 冠軍   |
| 2017年 | 芬蘭羽毛球公開賽         | 國際挑戰賽 | 女子雙打 | 渡邊茜   | 冠軍   |
| 2017年 | 樂魚羽毛球國際挑戰賽     | 國際挑戰賽 | 女子雙打 | 渡邊茜   | 準決賽 |
| 2017年 | 西班牙羽毛球國際賽       | 國際挑戰賽 | 女子雙打 | 渡邊茜   | 亞軍   |
| 2017年 | 加拿大羽毛球大獎賽       | 大獎賽     | 女子雙打 | 渡邊茜   | 準決賽 |
| 2017年 | 馬來西亞羽毛球國際挑戰賽 | 國際挑戰賽 | 女子雙打 | 渡邊茜   | 冠軍   |
| 2018年 | 澳洲羽毛球公開賽         | 超級300賽  | 女子雙打 | 渡邊茜   | 準決賽 |
| 2018年 | 越南羽毛球公開賽         | 超級100賽  | 女子雙打 | 渡邊茜   | 冠軍   |
| 2018年 | 西班牙羽毛球大師賽       | 超級300賽  | 女子雙打 | 渡邊茜   | 準決賽 |
| 2018年 | 澳門羽毛球公開賽         | 超級300賽  | 女子雙打 | 渡邊茜   | 亞軍   |

| 2007-2017年 | 首要超級賽 | 超級賽 | 黃金大獎賽 | 大獎賽 | 國際挑戰賽 | 國際系列賽 | 未來系列賽 | 其他 |

| 2018-2026年 | 總決賽 | 超級1000賽 | 超級750賽 | 超級500賽 | 超級300賽 | 超級100賽 | 國際挑戰賽 | 國際系列賽 | 未來系列賽 | 其他 |

### 奧運會和世錦賽參賽紀錄
|          | 搭檔   | 2014 |
| -------- | ------ | ---- |
| 女子雙打 | 樽野惠 | 48強 |

## 主要对賽记录
新玉美鄉與主要對手的對賽成績如下（只列出對賽二次或以上對手，截至2018年7月19日）：
女雙 - 渡邊茜
| 對手                | 對賽次數 | 對賽結果 | 對賽結果 | 總計 |
| 對手                | 對賽次數 | 勝       | 負       | 總計 |
| ------------------- | -------- | -------- | -------- | ---- |
| 櫻本絢子 高畑祐紀子 | 3        | 0        | 3        | -3   |
| 志田千陽 松山奈未   | 3        | 1        | 2        | -1   |
| 篠谷菜留 星千智     | 2        | 2        | 0        | +2   |
| 加藤美幸 柏原美紀   | 2        | 2        | 0        | +2   |
| 川島里羅 尾崎沙織   | 2        | 1        | 1        | 0    |
| 松本麻佑 永原和可那 | 2        | 0        | 2        | -2   |
| 總計                | 14       | 6        | 8        | -2   |

| 對手                                | 對賽次數 | 對賽結果 | 對賽結果 | 總計 |
| 對手                                | 對賽次數 | 勝       | 負       | 總計 |
| ----------------------------------- | -------- | -------- | -------- | ---- |
| 基蒂帕克·杜布圖克 Natcha SAENGCHOTE | 2        | 2        | 0        | +2   |
| 茱莉·芬尼-易普森 丽克·瑟比·汉森     | 2        | 2        | 0        | +2   |
| 總計                                | 93       | 60       | 33       | 27   |